# Samenvoeging van Russische deelgebieden

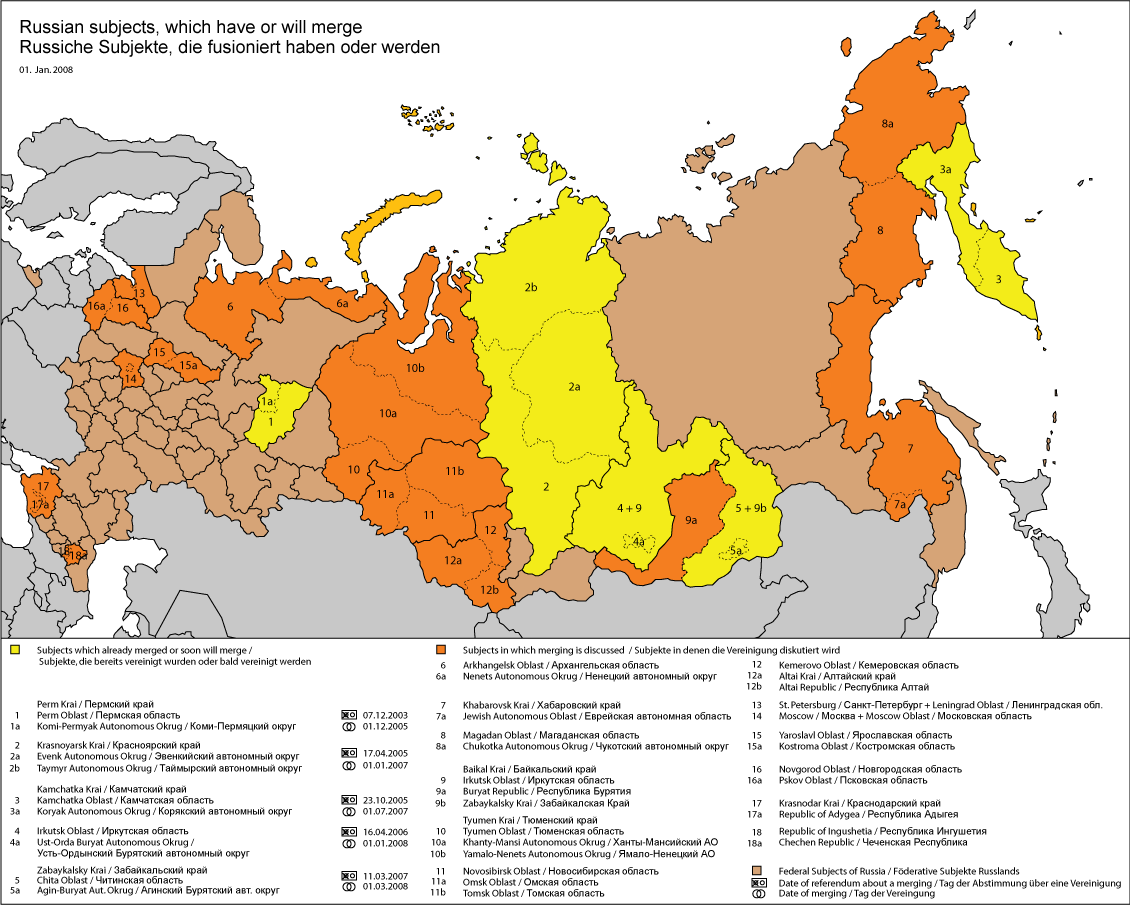
Deelgebieden die samengevoegd zijn (geel), waarvan de samenvoeging bezig is (lichtoranje) en waarvoor samenvoeging is voorgesteld (donkeroranje)
Niet alle voorstellen zijn opgenomen.

De samenvoeging van Russische deelgebieden is een politiek en economisch proces waarbij 2 of meer naburige en economisch nauw verbonden deelgebieden van Rusland samengevoegd worden. Dit proces werd in gang gezet in 2003 met steun van de Russische federale overheid.

## Oorsprong en methoden
De oorsprong voor de hervormingen ligt in de institutionele federale constitutionele wet van 17 december 2001 en de amendementen daarop van 31 oktober 2005.
Het initiatief voor de samenvoeging van deelgebieden en voor eventuele nieuwe deelgebieden ligt bij de daarin geïnteresseerde overheden van deze deelgebieden zelf. Het voorstel voor de samenvoeging wordt daarop ter goedkeuring naar de president van Rusland gestuurd. Het voorstel dient echter wel te worden gedragen door een meerderheid van de inwoners van beide gebieden. Hiervoor wordt in elk deelgebied afzonderlijk een referendum gehouden, waarbij meer dan 50% van de bevolking voor moet stemmen om het door te laten gaan. Bij afwijzing door een meerderheid van een van de gebieden waarvoor samenvoeging is aangevraagd, mag pas na een jaar een nieuw referendum worden gehouden. Wanneer de samenvoeging goedgekeurd wordt door de inwoners, heeft de president van Rusland het recht om het project voor de federale constitutionele wet voor het nieuwe samengevoegde deelgebied in de Staatsdoema te introduceren als nieuw deelgebied van Rusland.
Uiteindelijk moet dit leidden tot een Rusland met een veel kleiner aantal deelgebieden (aanvankelijk werd een getal van rond de 45 genoemd, maar er zijn ook lagere aantallen genoemd), waardoor de Federale districten van Rusland op termijn weer kunnen verdwijnen.

## Afgeronde projecten

### Samenvoeging oblast Perm en Permjakië tot kraj Perm
Het eerste samenvoegingsproject werd opgezet in 2003 door de regionale overheden van de oblast Perm en het in haar gebied gelegen autonome district (Komi-)Permjakië. De voorgestelde naam voor het nieuwe deelgebied was kraj Perm.
Het referendum hiervoor werd op 7 december 2003 gehouden in beide deelgebieden. Van de deelnemers aan het referendum in de oblast Perm was 83,91% voor het voorstel en in Permjakië was 89,77% voor het voorstel. Op 1 december 2005 trad het nieuwe deelgebied kraj Perm in werking en werden de oude deelgebieden opgeheven. De status van Permjakië werd gewijzigd van autonome okroeg (autonoom district) naar okroeg (Коми-Пермяцкий округ). De bestuursfuncties bleven echter nog een aantal maanden in werking, doordat deze functies nog moesten worden overgeheveld naar het nieuwe bestuur. Tot eerste gouverneur van kraj Perm werd Oleg Tsjirkoenov benoemd.

### Samenvoeging kraj Krasnojarsk met opname autonome districten Evenkië en Tajmyr
Onder gouverneur Aleksandr Lebed (1998 tot 2002) van kraj Krasnojarsk werden de eerste plannen voor samenvoeging gemaakt, die toen echter nog geen doorgang konden vinden door de verschillende manieren waarop de kraj Krasnojarsk en de binnen haar gelegen autonome districten Evenkië en Tajmyr werden bestuurd in die tijd. Na de dood van Lebed werd de voormalige gouverneur van Tajmyr, Aleksandr Chloponin aangesteld tot gouverneur over kraj Krasnojarsk. Hij was als bestuurder over Tajmyr fel tegenstander van samenvoeging, maar veranderde plotseling van mening nadat hij gouverneur werd van de kraj en werd een grote aanhanger van samenvoeging. In 2004 werd een voorstel tot de opname van de beide autonome districten in de kraj Krasnojarsk naar de president gestuurd.
Het referendum hiervoor werd op 17 april 2005 gehouden in de drie deelgebieden. Van de deelnemers aan het referendum in de kraj Krasnojarsk was 92,44% voor het voorstel, in Evenkië was 79,87% voor het voorstel en in Tajmyr was 79,87% voor het voorstel. Op 1 januari 2007 werden de oude autonome districten opgeheven en vervangen door bestuurlijke gebieden met speciale status binnen de kraj Krasnojarsk. De verkiezingen voor de volksvertegenwoordiging van de kraj Krasnojarsk moet plaatsvinden op 15 april 2007, waarna president Poetin binnen 35 dagen een nieuwe gouverneur moet aanwijzen.

### Samenvoeging oblast Kamtsjatka en Korjakië tot kraj Kamtsjatka
In 2005 werd door de regionale overheden van oblast Kamtsjatka en het in haar gebied gelegen autonome district Korjakië een verzoek gestuurd naar de president voor samenvoeging van beide deelgebieden tot een nieuwe kraj Kamtsjatka.
Het referendum hiervoor werd op 23 oktober 2005 gehouden in de beide deelgebieden. Van de deelnemers aan het referendum in de oblast Kamtsjatka was 84,99% voor het voorstel en in Korjakië was 89,04% voor het voorstel. Op 1 juli 2007 werden de beide oude deelgebieden opgeheven en vervangen door de kraj Kamtsjatka. Hierbinnen werd de status van Korjakië worden gewijzigd van autonome okroeg naar een gewone okroeg (Корякский округ). De verkiezingen voor de nieuwe volksvertegenwoordiging moeten plaatsvinden op 31 december 2007, terwijl de kandidatuur voor een nieuwe gouverneur 35 dagen voor de inwerkingtreding van het nieuwe deelgebied moest worden aangekondigd.

### Samenvoeging oblast Irkoetsk en Oest-Orda Boerjatië
In 2004 diende het bestuur van de oblast Irkoetsk een verzoek in bij de president van Rusland voor de samenvoeging van de oblast met het autonome district Oest-Orda Boerjatië tot kraj Cis-Baikal. De doema van Oest-Orda Boerjatië ging hiermee echter niet akkoord. Pas eind 2005 werd een tweede poging gedaan, die wel door beide regionale overheden werd ondersteund.
Het referendum hiervoor werd op 16 april 2006 gehouden in de beide deelgebieden. Van de deelnemers aan het referendum in de oblast Irkoetsk was 89,77% voor het voorstel en in Oest-Orda Boerjatië was 97,79% voor het voorstel. Op 1 januari 2008 werden beide deelgebieden samengevoegd.

### Samenvoeging oblast Tsjita en autonoom district Aga-Boerjatië tot kraj Transbaikal
De onderhandelingen over samenvoegen begonnen in april 2006. Het referendum hiervoor werd op 11 maart 2007 gehouden in de beide deelgebieden. Van de deelnemers aan het referendum in de oblast Tsjita was 90,29% voor het voorstel en in Aga-Boerjatië was 94,00% voor het voorstel. De samenvoeging tot de kraj Transbaikal ging in op 1 maart 2008.

## Projecten in proces
Geen

### Andere projecten
1. Samenvoeging oblast Archangelsk en autonoom district Nenetsië tot mogelijk een nieuwe kraj Pomorski. De onderhandelingen begonnen in december 2005, maar werden stopgezet in 2006 vanwege grote sociaal-politieke risico's. Nenetsië is door haar grote olie- en gasvoorraden reeds de belangrijkste financier van het oblastbudget van Archangelsk en de regionale overheid was bang dat bij samenvoeging nog meer gelden naar de oblast zouden gaan en blijft sterk tegen de samenvoeging.[14] Het referendum voor samenvoeging werd verplaatst naar 2008.

## Voorstellen
Naast de bovenstaande in gang gezette processen, zijn ook in andere deelgebieden voorstellen gedaan tot het samenvoegen van deelgebieden. Vaak stuiten deze echter op verzet van de grote deelgebieden, waarbij met name de autonome republieken bang zijn voor het verlies van hun status. Voorbeelden van voorstellen zijn:
1. oblast Tjoemen en de autonome districten Chanto-Mansië en Jamalië tot mogelijk een 'kraj Tjoemen' of 'kraj West-Siberië' (beide autonome districten omvatten grote olie- en gasgebieden en in tegenstelling tot andere autonome districten ook een groot bevolkingsaantal);
2. oblast Magadan en autonoom district Tsjoekotka (de laatste scheidde zich in 1993 af van de eerste);
3. oblast Jaroslavl en oblast Kostroma tot mogelijk 'kraj Jaroslavl';
4. oblast Pskov en oblast Novgorod tot mogelijk 'kraj Waldaj';
5. kraj Chabarovsk, Joodse Autonome Oblast en oblast Amoer tot mogelijk 'kraj Amoer' of anders de opname van het Joodse Autonome Oblast in de kraj Chabarovsk;
6. republiek Adygea met kraj Krasnodar tot mogelijk 'kraj Koeban'. Hiertegen bestaat felle oppositie vanuit Adygea;
7. oblast Irkoetsk, Boerjatië en oblast Tsjita tot mogelijk 'kraj Baikal';
8. oblast Kemerovo, kraj Altaj en republiek Altaj tot mogelijk 'kraj Altaj'. In maart 2003 werd bekend dat er niet werd ingestemd met een voorstel tot samenvoeging van de kraj Altaj en de republiek Altaj, maar in 2006 werd duidelijk dat druk wordt uitgeoefend op het bestuur van de republiek Altaj om hen te dwingen de mogelijkheid tot samenvoeging aan de orde te stellen. De gouverneur van oblast Kemerovo gaf begin 2007 aan dat zijn gebied niet betrokken zal worden bij de samenvoeging, maar dat alleen tussen de andere beide deelgebieden besprekingen zijn;
9. republieken Tsjetsjenië en Ingoesjetië tot mogelijk republiek 'Tsjetsjeno-Ingoesjetië' of republiek 'Wainach' (naar de oerbenaming van de Tsjetsjenen en Ingoesjen);
10. samenvoeging van alle republieken van de Noordelijke Kaukasus;
11. oblast Leningrad en Sint-Petersburg;
12. oblast Moskou en Moskou tot mogelijk 'Moskovië'.
13. oblast Moskou en oblast Tver

Daarnaast zijn er voorstellen gelanceerd, die mogelijk nauwelijks reëel zijn. Zo willen de gouverneurs van oblast Sverdlovsk en oblast Tjoemen oblast Koergan opheffen en haar grondgebied verdelen over de eerder genoemde oblasten en oblast Tsjeljabinsk.